# Johnny Harris
Johnny Harris (Lambeth, 3 novembre 1965) è un attore britannico.

## Biografia
Nato a Lambeth, nel sud-est di Londra, Harris ha abbandonato la scuola all'età di 13 anni per intraprendere un apprendistato come maestro fabbro.
Era un giovane pugile di talento. Nel 1989 (all'età di 16 anni), ha vinto i prestigiosi Campionati Nazionali di Pugilato Junior A.B.A. 
Da giovane adulto, ha vissuto e lavorato come lavapiatti a Parigi, in Francia, prima di tornare a Londra per formarsi come attore.
Harris ha studiato recitazione al Morley College di Lambeth. In una cerimonia tenuta al Morley College nel luglio 2019, "The Drama Studio" è stato ribattezzato "The Johnny Harris Studio Theatre" in suo onore.

## Filmografia

### Cinema
- Big, regia di Sara Dunlop - cortometraggio (2000)
- Gangster nº 1 (Gangster No. 1), regia di Paul McGuigan (2000)
- It Was an Accident, regia di Metin Hüseyin (2000)
- Royalty, regia di Paul Andrew Williams - cortometraggio (2001)
- London to Brighton, regia di Paul Andrew Williams (2006)
- Espiazione (Atonement), regia di Joe Wright (2007)
- The Cottage, regia di Paul Andrew Williams (2008) (non accreditato)
- Daylight Robbery - Un colpo british style (Daylight Robbery), regia di Paris Leonti (2008)
- RocknRolla, regia di Guy Ritchie (2008)
- Leaving, regia di Sam Hearn e Richard Penfold (2008)
- Parnassus - L'uomo che voleva ingannare il diavolo (The Imaginarium of Doctor Parnassus), regia di Terry Gilliam (2009)
- The Hitman Diaries, regia di Mark Abraham (2009)
- Dorian Gray, regia di Oliver Parker (2009)
- Ultramarines: A Warhammer 40,000 Movie, regia di Martyn Pick (2010, voce)
- Incontrerai l'uomo dei tuoi sogni (You Will Meet a Tall Dark Stranger), regia di Woody Allen (2010)
- Black Death - ...un viaggio all'inferno (Black Death), regia di Christopher Smith (2010)
- Huge, regia di Ben Miller (2010)
- War Horse, regia di Steven Spielberg (2011)
- Biancaneve e il cacciatore (Snow White and the Huntsman), regia di Rupert Sanders (2012)
- Welcome to the Punch, regia di Eran Creevy (2013)
- The Last Days on Mars, regia di Ruairi Robinson (2013)
- Monsters: Dark Continent, regia di Tom Green (2014)
- Jawbone, regia di Thomas Q. Napper (2017)

### Televisione
- Holby City – serie TV, 1 episodio (2000)
- Metropolitan Police – serie TV, 1 episodio (2002)
- EastEnders – serial TV, 2 puntate (2005)
- The Ghost Squad – serie TV, 1 episodio (2005)
- Holby Blue – serie TV, 1 episodio (2007)
- Clapham Junction, regia di Adrian Shergold – film TV (2007)
- City of Vice – serie TV, 1 episodio (2008)
- Trial & Retribution – serie TV, 2 episodi (2008)
- Heroes and Villains – serie TV, 1 episodio (2008)
- The Passion – serie TV, 1 episodio (2008)
- The Antiques Rogue Show, regia di Norman Hull – film TV (2009)
- Whitechapel – serie TV, 3 episodi (2009)
- This Is England '86 – miniserie TV, 4 puntate (2010)
- Law & Order: UK – serie TV, 1 episodio (2010)
- New Tricks – serie TV, 1 episodio (2010)
- Coming Up – serie TV, 2 episodi (2009-2011)
- The Fades – serie TV, 6 episodi (2011)
- This Is England '88 – miniserie TV, 3 puntate (2011)
- Fortitude – serie TV, 9 episodi (2015)
- Troy - La caduta di Troia – miniserie TV, 8 puntate (2018)
- I Medici - Nel nome della famiglia (Medici: The Magnificent) – serie TV, 8 puntate (2019)
- Grandi speranze (Great Expectations) – miniserie TV, 5 puntate (2023)

## Doppiatori italiani
- Roberto Pedicini in Espiazione, London to Birghton, Rocknrolla, Parnassus: l'uomo che voleva ingannare il diavolo, This is England '86,
- Simone Mori in Dorian Gray
- Davide Marzi in Whitechapel
- Luigi Ferraro in Black Death - Un viaggio all'inferno
- Alessio Cigliano in Biancaneve e il cacciatore
- Alberto Bognanni in Fortitude
- Massimo Bitossi in Troy - La caduta di Troia
- Massimo Rossi in I Medici
- Dario Oppido in Grandi  speranze